# Weltmeisterschaften im Gewichtheben 1963
Die 38. Weltmeisterschaften im Gewichtheben fanden vom 7. bis 13. September 1963 in der schwedischen Hauptstadt Stockholm statt. An den von der International Weightlifting Federation (IWF) ausgetragenen Wettkämpfen nahmen 134 Gewichtheber aus 32 Nationen teil.

## Medaillengewinner
| Disziplin           | Gold              | Silber               | Bronze              |
| ------------------- | ----------------- | -------------------- | ------------------- |
| Bantamgewicht       | Alexei Wachonin   | Hiroshi Fukuda       | Shirō Ichinoseki    |
| Federgewicht        | Yoshinobu Miyake  | Isaac Berger         | Imre Földi          |
| Leichtgewicht       | Marian Zieliński  | Waldemar Baszanowski | Wladimir Kaplunow   |
| Mittelgewicht       | Alexander Kurynow | Mihály Huszka        | Hans Zdražila       |
| Leichtschwergewicht | Győző Veres       | Rudolf Plukfelder    | Géza Tóth           |
| Mittelschwergewicht | Louis Martin      | Ireneusz Paliński    | Eduard Browko       |
| Superschwergewicht  | Juri Wlassow      | Norbert Schemansky   | Leonid Schabotinski |

## Medaillenspiegel
Die Platzierungen im Medaillenspiegel sind nach der Anzahl der gewonnenen Goldmedaillen sortiert, gefolgt von der Anzahl der Silber- und Bronzemedaillen (lexikographische Ordnung). Weisen zwei oder mehr Nationen eine identische Medaillenbilanz auf, werden sie alphabetisch geordnet auf dem gleichen Rang geführt.
| Rang | Nation                 | Gold | Silber | Bronze | Gesamt |
| ---- | ---------------------- | ---- | ------ | ------ | ------ |
| 1.   | Sowjetunion            | 3    | 1      | 3      | 7      |
| 2.   | Polen                  | 1    | 2      | 0      | 3      |
| 3.   | Ungarn                 | 1    | 1      | 1      | 3      |
| 4.   | Japan                  | 1    | 1      | 1      | 3      |
| 5.   | Vereinigtes Königreich | 1    | 0      | 0      | 1      |
| 6.   | Vereinigte Staaten     | 0    | 2      | 0      | 2      |
| 7.   | Tschechoslowakei       | 0    | 0      | 1      | 1      |